# Martin Landsberg
Martin Landsberg (* um 1455; † vor 14. Juli 1523) war ein deutscher Buchdrucker in Leipzig.

## Leben und Wirken
Martin Landsberg stammte aus Würzburg oder dessen Umgebung (Martinus Herbipolensis). 1472 war er an der Leipziger Universität immatrikuliert und erwarb 1475 den Grad eines Bakkalaureus. Er heiratete eine Bürgerstochter und eröffnete eine Druckerei in der Stadt 1486 oder 1490. (Ob Landsberg der anonyme Drucker des Capotius war, der zwischen 1486 und 1490 in Leipzig ohne Namen druckte, ist unsicher). Am 30. Dezember 1490 erhielt Martin Landsberg das Bürgerrecht der Stadt Leipzig. Die Druckerei befand sich in der Ritterstraße in der Nähe der Universität. Landsberg betrieb wie andere Buchdrucker auch in seinem Haus eine Gastwirtschaft.
Er starb 1523 vor dem 14. Juli.

## Schaffen
Martin Landsberg gilt neben Konrad Kachelofen und Melchior Lotter dem Älteren als der bedeutendste Leipziger Drucker seiner Zeit. In seiner Offizin wurden etwa 900 Drucke hergestellt. Ein Schwerpunkt waren klassische Autoren (44 % der Druckersätze) und Polemiken für und gegen die Reformation seit 1518 (34 %). Daneben verlegte Landsberg auch Werke zeitgenössischer humanistischer Autoren, sowie als Besonderheit mehr mathematische Werke als alle anderen Drucker der Stadt zusammen. Hauptabnehmer der Publikationen war der Universitätsbetrieb.